# جرج فارو
جرج فارو (انگلیسی: George Farrow; ۴ اکتبر ۱۹۱۳ – ۱۹۸۰ (۶۶−۶۷ سال)) بازیکن فوتبال اهل بریتانیا بود.
از باشگاه‌هایی که در آن بازی کرده‌است می‌توان به باشگاه فوتبال استوک‌پورت کانتی، باشگاه فوتبال شفیلد یونایتد، باشگاه فوتبال ولورهمپتون واندررز، باشگاه فوتبال بلکپول، و باشگاه فوتبال ای‌اف‌سی بورنموث اشاره کرد.